# Сігуес

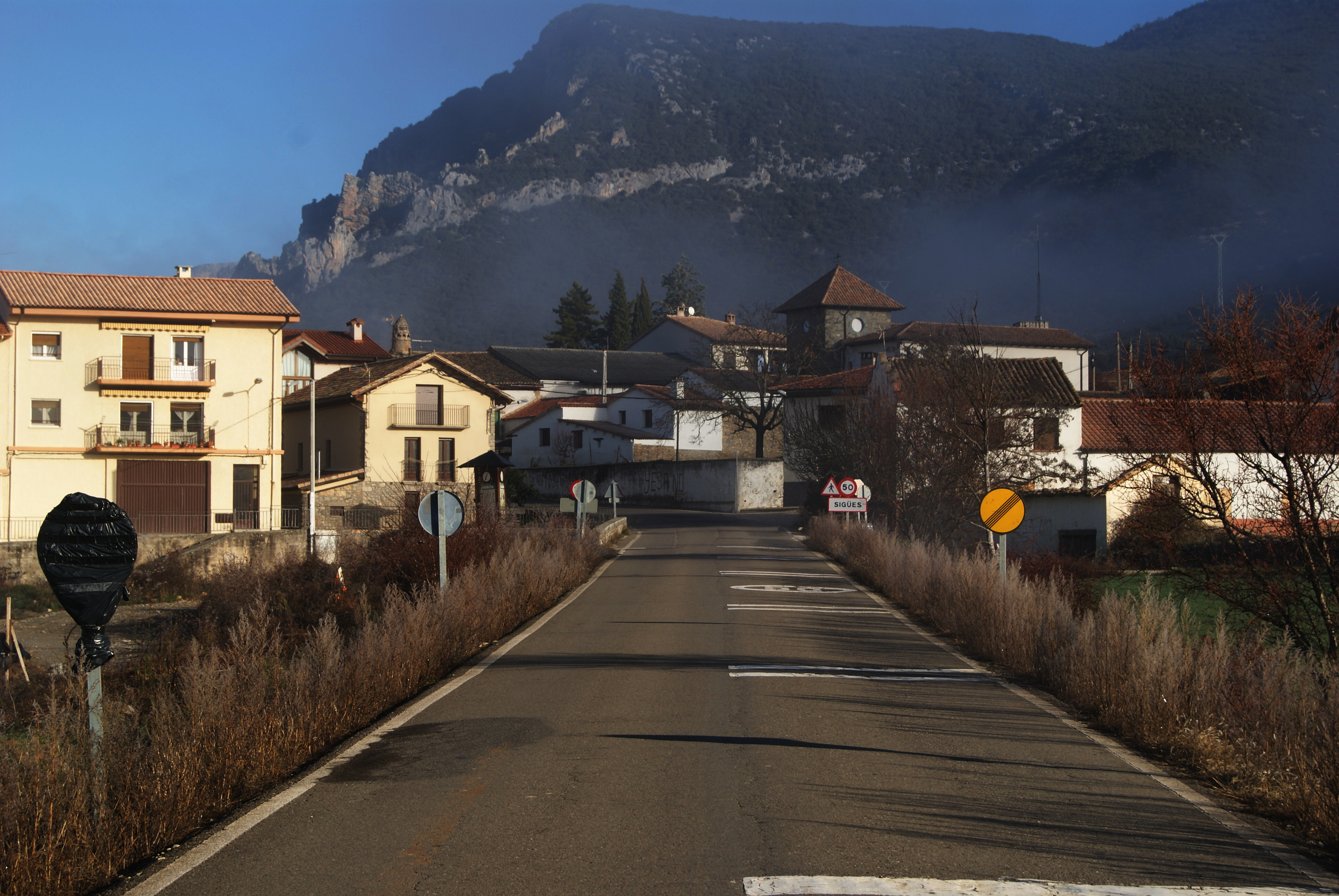

Сігуес (ісп. Sigüés) — муніципалітет в Іспанії, у складі автономної спільноти Арагон, у провінції Сарагоса. Населення — 132 особи (2010).
Муніципалітет розташований на відстані близько 330 км на північний схід від Мадрида, 110 км на північ від Сарагоси.
На території муніципалітету розташовані такі населені пункти: (дані про населення за 2010 рік)
- Ассо-Вераль: 14 осіб
- Еско: 3 особи
- Сігуес: 111 осіб
- Тьєрмас: 4 особи

## Демографія
Динаміка населення (INE ):